# Ana Martín (nadadora)
Ana Martín es una deportista española que compitió en natación adaptada. Ganó una medalla de bronce en los Juegos Paralímpicos de Barcelona 1992 en la prueba de 100 m braza (clase SB4).

## Palmarés internacional
| Juegos Paralímpicos | Juegos Paralímpicos | Juegos Paralímpicos | Juegos Paralímpicos |
| Año                 | Lugar               | Medalla             | Prueba              |
| ------------------- | ------------------- | ------------------- | ------------------- |
| 1992                | Barcelona (España)  | Medalla de bronce   | 100 m braza SB4     |